# Ардамацька Тетяна Борисівна
Ардама́цька Тетя́на Бори́сівна (25 жовтня 1927, Ленінград — 24 жовтня 2011, Гола Пристань) — українська орнітологиня, природоохоронна діячка.

## Біографічні відомості
Народилася Тетяна Борисівна 25 жовтня 1927 р. у Ленінграді, де пройшло її дитинство. Її батько був юристом, мати — лікарем. У середині 1930-х років батька, потомственного дворянина, ссилають в приволзькі степи, а мати з трьома дочками була вимушена переселитись у селище Александрове Ленінградської області. Після завершення школи, у зв'язку з проблемами зі здоров'ям та необхідністю зміни клімату Тетяна Борисівна вступає на біологічний факультет Одеського університету. У ці роки на факультеті викладав І. І. Пузанов, який відіграв значну роль у формуванні Тетяни Борисівни як майбутнього орнітолога. З другого курсу вона переводиться до Ленінградського університету. Її вчителями тут були О. С. Мальчевський, В. П. Петров, П. В. Терентьєв та інші. Після завершення в 1952 році Ленінградського університету, у зв'язку з загостренням хвороби, Тетяна Борисівна знову виїжджає на південь та починає працювати в Азово-Сиваському заповіднику на посаді старшого наукового співробітника, орнітолога. Тут вона поєднала своє життя з відомим орнітологом Б. В. Сабінєвським, який у той час працював в Азово-Чорноморському заповіднику. У травні 1953 р. Тетяна Борисівна переводиться до Азово-Чорноморського заповідника, з яким вона була безперервно пов'язана наступні 35 років. У 1963 р. вона захищає кандидатську дисертацію. З 1992 р. Т. Б. Ардамацька — старший науковий співробітник Азово-Чорноморської орнітологічної станції. Згодом вийшла на пенсію. У 1994 р. обрана Президентом Українського товариства охорони птахів.
Т. Б. Ардамацька пішла з життя 24 жовтня 2011 р., похована в м. Гола Пристань.

## Наукова діяльність
Кандидатська дисертація на тему «Екологія гніздових качкових Північно-Західного Причорномор'я» (1963). За час роботи у Чорноморському заповіднику працювала над наступними основними темами: «Екологія галагазу в Північно-Західному Причорномор'ї», «Чорноголовий мартин в районі Чорноморського заповідника», «Міграція мартинових птахів в Північно-Західному Причорномор'ї», «Екологія куликів в районі Чорноморського заповідника», «Вивчення острівного орнітокомплексу та шляхи його оптимізації».
Т. Б. Ардамацька — учасник усіх 10 орнітологічних конференцій Радянського Союзу, та багатьох інших на теренах СРСР та за кордоном. Автор понад 170 наукових публікацій з орнітології та охорони природи.
Серед них:
- Редкие и исчезающие растения и животные Украины /Чопик В. И., Щербак Н. Н., Ардамацкая Т. Б. и др. — К.:Наук. думка, 1988. — 256 с.
- Ардамацкая Т. Б., Берестенников Д. С., Зелинская Л. М. Черноморский заповедник. Симферополь. — Таврия, 1976. — 65 с.
- Котенко Т. И. Ардамацкая Т. Б., Пинчук В. И., Руденко А. Г., Селюнина З. В., Ткаченко П. В. Позвоночные животные Черноморского биосферного заповедника (аннотированные списки видов). — Вестник зоологии. — 1996. — Отд. вып. № 1. — 48 с.
- Энциклопедия охотника: Справочное издание / Авдеенко Е. П., Акимов И. А., Ардамацкая Т. Б., Архипчук В. А. и др. / Под ред. Л. А. Смогоржевского. — К.: Изд-во «Укр. енциклопедія», 1996. — 349 с.